# Ridderorden in Saint-Lucia
Saint Lucia, is een land in het Gemenebest en in een personele unie met het Verenigd Koninkrijk verenigd. Het eiland-staatje verleent daarom ook de volgende Britse onderscheidingen:
- Orde van Sint-Michaël en Sint-George (voor zeer hoge functionarissen)

en de
- Orde van het Britse Rijk (een veel verleende onderscheiding met zes graden)

De regering van Saint-Lucia verleent ook de Medaille van het Britse Rijk, (British Empire Medal), een onderscheiding die in het Verenigd Koninkrijk niet meer wordt toegekend.
Elizabeth II, Koningin van Saint-Lucia, stelde na 1998 daarnaast nog de volgende ridderorden in:
- De Orde van de Nationale Held (Order of the National Hero) 1998
- De Orde van Saint-Lucia (Order of Saint-Lucia) 2005